# Mostardas
Mostardas är en kommun i Brasilien.   Den ligger i delstaten Rio Grande do Sul, i den södra delen av landet, 1 700 km söder om huvudstaden Brasília. Antalet invånare är 12 130.
Trakten runt Mostardas består till största delen av jordbruksmark. Runt Mostardas är det mycket glesbefolkat, med 2 invånare per kvadratkilometer.